# چن آیسن

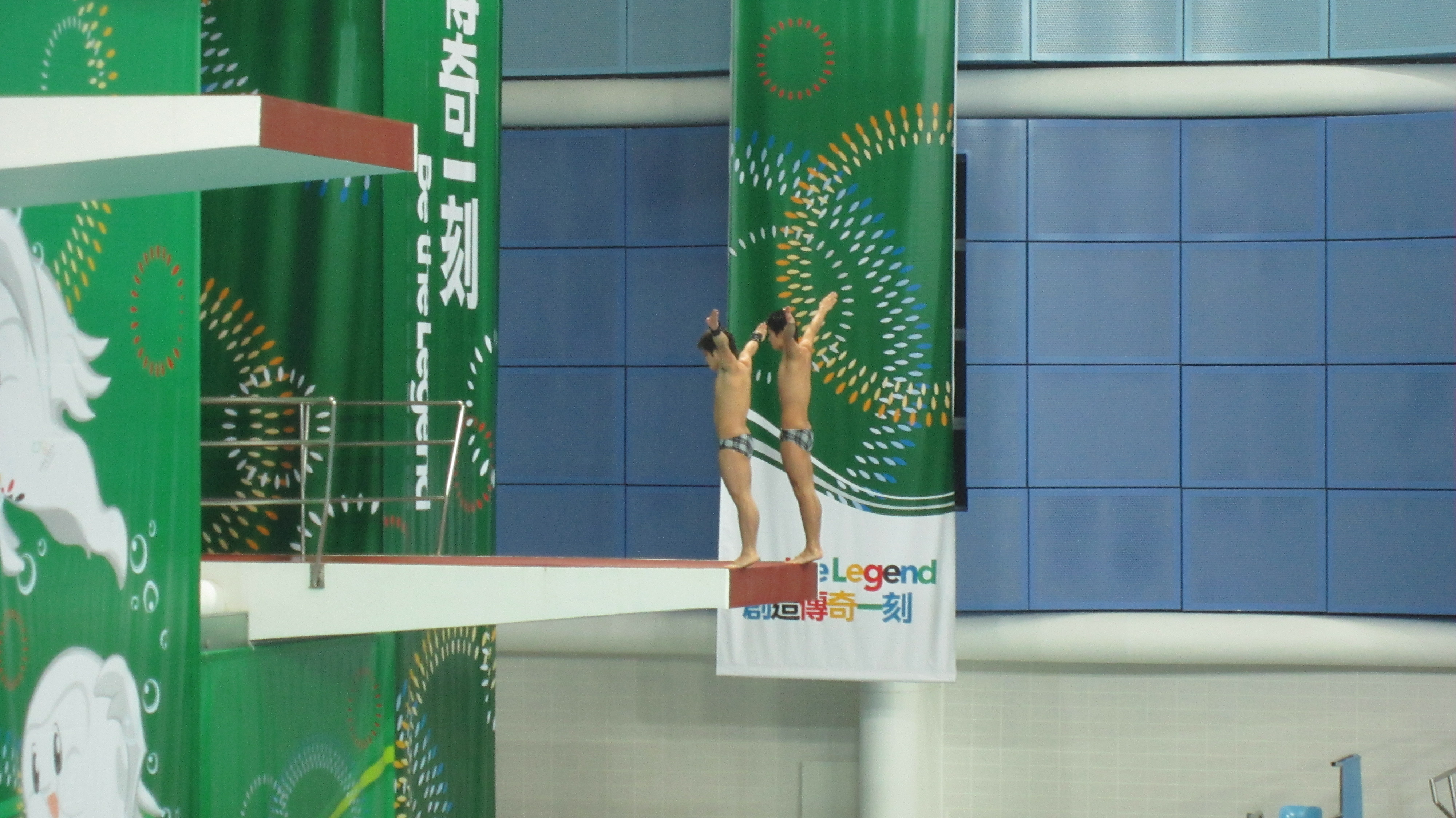
بازی های آسیای شرقی هنگ کنگ

چن آیسن (انگلیسی: Chen Aisen؛ زادهٔ ۲۲ اکتبر ۱۹۹۵) یک شیرجه‌رو اهل جمهوری خلق چین است. وی در المپیک ریو مدال طلا گرفت.